# Condado de Mark
O Condado de Mark (em alemão: Grafschaft Mark, em francês: Comté de La Marck, coloquialmente conhecido como Mark) foi um estado do Sacro Império Romano no Círculo Inferior do Reno-Vestfália. Situava-se em ambos os lados do rio Ruhr com seus afluentes Volme e Lenne.
Os Condes de Mark estavam entre os mais poderosos e influentes senhores da Vestfália, no Sacro Império Romano. O nome Mark foi incorporado ao atual distrito de Märkischer Kreis, na região ao sul do rio Ruhr, na Renânia do Norte-Vestfália, Alemanha. A porção norte (ao norte do rio Lippe) ainda é chamada Hohe Mark ("Alta Mark"), enquanto a antiga "Baixa Mark" (entre os rios Ruhr e Lippe) está - em sua maior parte - integrada à atual região de Ruhr.

## Lista de Condes de Mark

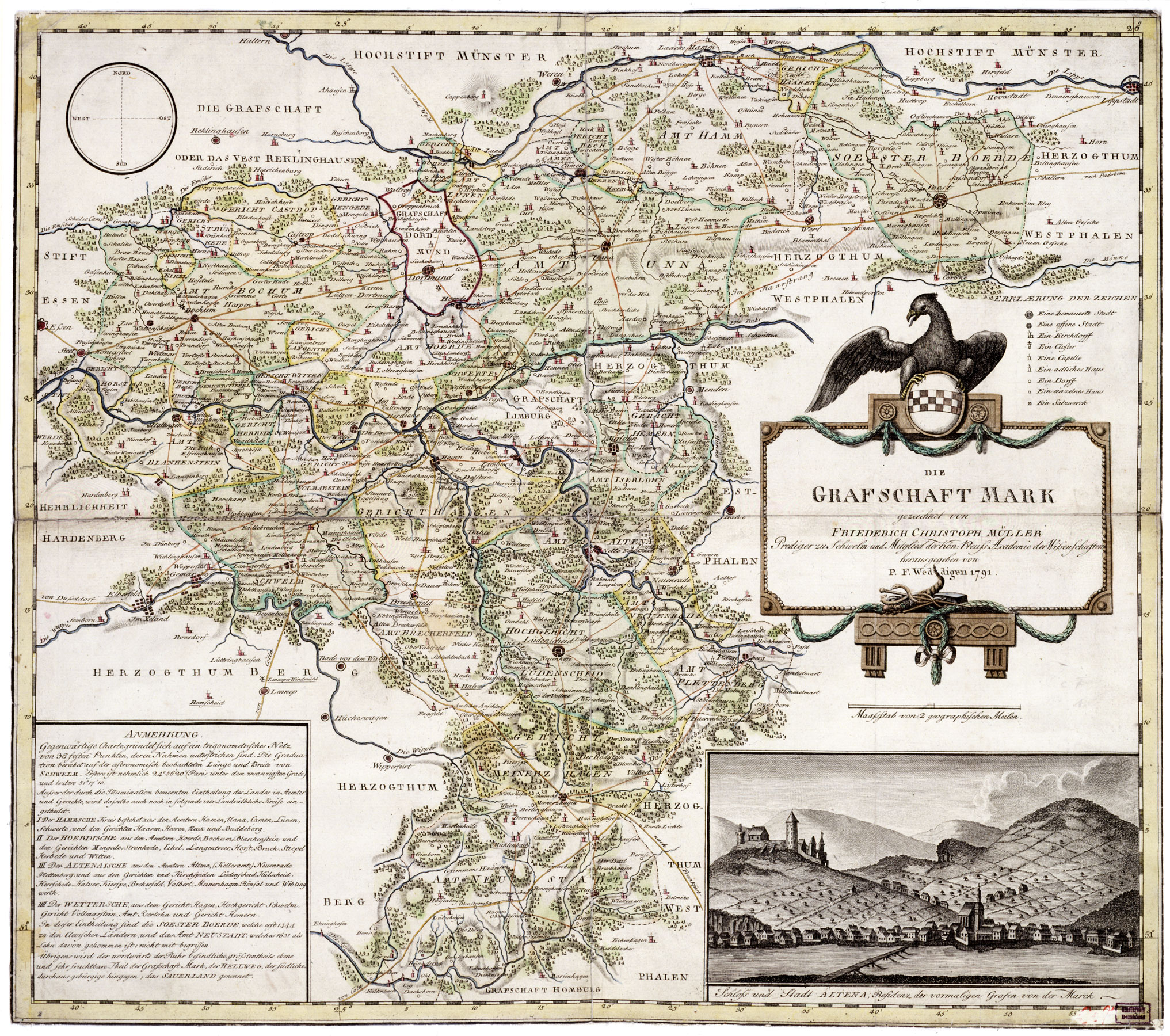
Mapa de 1791 do Condado de Mark pelo cartógrafo alemão Friedrich Christoph Müller (1751–1808)

A Casa de La Marck é um ramo Cadete da Casa de Berg. Os membros de uma outra linha da Casa de Berg (mais senior mas menos proeminente na História Europeia) tornaram-se condes de Isenberga, e depois condes de Limburgo e Limburgo Styrum.
- 1160–1180 Everardo I, Conde de Berg-Altena, filho de Adolfo IV, Conde de Berg;
- 1180–1198 Frederico I, Conde de Berg-Altena, filho do anterior;
- 1198–1249 Adolph I,[1] filho do anterior - primeiro a usar o título de Conde de Mark em 1202;
- 1249–1277 Engelberto I[1]
- 1277–1308 Everardo II[1]
- 1308–1328 Engelberto II[1]
- 1328–1347 Adolfo II[1]
- 1347–1391 Engelberto III
- 1391–1393 Adolfo III, irmão do anterior - foi também conde de Cleves, Principe-Bispo de Münster e Arcebispo-Eleitor de Colónia;
- 1393–1398 Teodorico
- 1398–1448 Adolfo IV, filho de Adolfo III - foi também Conde e Duque de Cleves;
- 1437–1461 Gerardo, irmão do anterior;
- 1448–1481 João I, filho de Adolfo IV - foi também Duque de Cleves;
- 1481–1521 João II, "o Fazedor de Bebés", filho do anterior - foi também Duque de Cleves;
- 1521–1539 João III, "o Pacífico", filho do anterior - foi também Duque de Jülich-Berg;
- 1539–1592 Guilherme "o Rico", filho do anterior - foi também Duque de Jülich-Berg e Duque de Gueldres;
- 1592–1609 João Guilherme, filho do anterior;

Linha extinta

### Casa de Hohenzollern
- 1614–1619 João Segismundo, Eleitor de Brandemburgo
- 1619–1640 Jorge Guilherme, Eleitor de Brandemburgo, filho do anterior;
- 1640–1688 Frederico Guilherme, Eleitor de Brandemburgo, filho do anterior;
- 1688–1713 Frederico I da Prússia, filho do anterior, Rei na Prússia desde 1701;
- 1713–1740 Frederico Guilherme I da Prússia, filho do anterior, Rei na Prússia;
- 1740–1786 Frederico II da Prússia, filho do anterior, Rei da Prússia desde 1772;
- 1786–1797 Frederico Guilherme II da Prússia, sobrinho do anterior, Rei da Prússia;
- 1797–1807 Frederico Guilherme III da Prússia, Rei da Prússia;